# 토론토 블루제이스
토론토 블루제이스(Toronto Blue Jays)는 캐나다 토론토를 연고지로 하는 프로 야구 팀이다. 메이저 리그 아메리칸 리그 동부 지구 소속이다. 1977년에 창단하였으며, 현재는 캐나다 국적의 유일한 메이저 리그 팀인데 이에 앞서 샌프란시스코 자이언츠가 1976년 토론토로 연고지 이전을 고려했으나 실패했다. 그리고 캐나다 국적의 메이저 리그 팀 중 유일하게 1992년과 1993년에 월드시리즈에서 우승하였다. 그 외에도 6번의 지구우승과 2번의 리그우승도 했다. 로저스 센터를 홈구장으로 이용한다. 다만, 2020 시즌을 앞두고 코로나 19의 유행으로 캐나다 정부의 로저스 센터 사용 금지 처분에 따라 2020 시즌 한 시즌 동안은 미국 내의 임시 홈구장을 사용하게 되었다. 임시 홈구장으로는 미국 뉴욕주 버팔로에 위치한 살렌 필드 (Sahlen Field)로 결정되었다. 2021 시즌에는 플로리다에 위치한 TD 볼파크를 5월까지 홈구장으로 사용한다. 6월부터는 버팔로에 위치한 살렌 필드에서 홈 경기를 치루기로 하였다.
영구 결번으로는 32번의 로이 할러데이와 전구단에 영구 결번 처리가 되어있는 42번의 재키 로빈슨이 있다.
그 외 토론토에서 활약했던 선수로는 폴 몰리터, 데이브 윈필드, 조 카터, 필 니크로, 숀 그린, 로저 클레멘스, 카를로스 델가도 등이 있다. 2020년 류현진과 계약했다.

## 개요
1977년에 창설되었다. 캐나다 최대의 도시인 토론토를 연고지로 하고 있으며 현재는 미국 외에 팀을 두고 있는 유일한 MLB 구단이다. 미국 외의 MLB 구단은 캐나다의 몬트리올에 연고지를 두고 있던 몬트리올 엑스포스가 있었지만, 2005년부터 워싱턴 D.C.로 연고지를 옮겨 워싱턴 내셔널스로 바뀌었다.
뉴욕 양키스, 보스턴 레드 삭스라는 인기와 실력을 두루 갖춘 MLB 톱 클래스의 2팀이 존재하는 아메리칸 리그 동부 지구에 소속되어 구단 창설 이후 6년 연속 최하위 등 고전이 이어졌다. 그러나 1982년에 보비 콕스가 감독에 취임하면서 토박이의 젊은 선수도 대두되기 시작하고 팀도 서서히 상위에 진출한다.
그리고 1985년에 첫 지구 우승, 1993년까지 5번의 지구 우승을 한다. 1992년, 1993년에는 2년 연속 월드시리즈 챔피언에 올라 관객 수도 400만명(MLB사상 최초)을 넘는 등, 마치 황금 시대를 맞이한다. 그러나 1994년 파업 이후는 기세를 잃고 주력 선수도 속속 탈퇴했다. 이후 2015년 지구 우승을 거둘 때까지 우승 싸움은커녕 상위 진출도 못해 동부 지구에서 가장 긴 세월에 걸쳐 플레이오프에서 멀어져 있었던 팀이었다.
2000년에 현재의 모회사인 로저스 커뮤니케이션스가 팀을 인수. 2004년에는 스카이 돔을 스포츠코 인터내셔널에서 인수해 로저스 센터로 개명. 로저스 센터는 세계 최초 개폐식 지붕 달린 구장으로 근처에는 CN타워가 우뚝 서 지붕이 열려 있을 때에는 구장 내에서 위용을 바라볼 수 있다.
한편, 1981년 9월 최동원이 선수계약을 맺었으나 병역문제가 해결되지 않아 무산됐으며 박동희가 1989년 9월 스카우트 제의를 받았지만 한국행을 결정해 좌절됐다.

## 팀명의 유래
팀 이름의 유래는 북미에서 볼 수 있는 아름다운 새로, 온타리오주의 주 새인 큰어치(Blue Jay)에서 따온 것이다. "이름 콘테스트"에서는 블루스로 결정했지만, 같은 이름을 가진 토론토 대학에서 이의를 제기했기 때문에 "블루 제이스"로 변경되었다.

## 구단의 역사

### 1977년~1991년
1977년 아메리칸 리그의 확장으로 시애틀 매리너스와 함께 창설됐다. 같은 해 4월 7일 개막전에서는 시카고 화이트삭스와 경기, 9-5로 첫 승리를 장식했다. 그러나 그 후로 좀처럼 승리를 거두지 못해 54승 107패를 기록하며 단연 최하위로 시즌을 마친 후 1979년까지 3년 연속 시즌 100패를 기록, 1982년까지 6년 연속 최하위를 하여 설립초기에는 침체가 계속되었다.
1982년 보비 콕스가 감독으로 취임. 취임 1년째에 꼴찌 탈출은 안됐지만 1983년에는 처음으로 승률 5할을 넘어 4위로 시즌을 마쳤다. 또한 팻 길릭 GM이 유망주들을 많이 영입해 조지 벨, 로이드 모스비, 제시 바필드 같은 3명의 외야수가 대두했으며 그들의 활약과 함께 1984년에는 2위, 1985년에는 팀의 최고 승률인 99승 62패라는 성적으로 지구 첫 우승에 빛났다. 이 때의 리그 챔피언십 시리즈에서는, 캔자스시티 로열스와 경기. 3승 1패로 리그 우승이 눈 앞에 있었지만, 그 후에 3연패를 당해 리그 우승을 놓치고 있다. 또한 이 시즌을 마지막으로 콕스 감독이 퇴임하고 지미 윌리엄스가 감독으로 부임했으나 1988년까지 3년 연속으로 지구 우승을 못 했다.
1989년 개막부터 12승 24패로 부진이 계속되면서 5월에는 윌리엄스 대신 시토 개스턴이 새 감독에 취임한다. 또한 6월에는 세계 최초의 개폐식지붕이 달린 경기장인 스카이 돔(現 로저스 센터)가 개장했다. 신 감독의 취임과 새 경기장의 개장에 따라 팀은 쾌진격을 계속해 2번째의 지구 우승을 했다. 그러나 리그 챔피언십 시리즈에서는 오클랜드 어슬레틱스를 상대로 1승 4패로 탈락했다.
1990년은 전체적으로 호조인 시즌을 보냈지만, 선두인 보스턴 레드삭스와 2게임 차인 2위로 끝났다. 오프시즌에는 샌디에이고 파드리스와의 사이에서 토니 페르난데스, 프레드 맥그리프와 조 카터, 로베르토 알로마를 2대 2의 대형 현금 트레이드를 했다. 1991년 91승 71패로 3번째 지구 우승을 하지만 리그 챔피언십 시리즈에서는, 미네소타 트윈스에 밀려 이 해도 리그 우승을 놓치고 말았으며 이 해에는 MLB에서 처음으로 관객 동원 400만명을 돌파했다(그 후 3년간 400만명을 유지했다).

### 1992년~1993년
1992년, 전년에 미네소타 트윈스에서 뛰며 팀의 월드 시리즈 제패에 공헌한 잭 모리스를 영입. 또 캘리포니아 에인절스에서 데이브 윈필드를 영입했다. 그리고 그들의 활약에 힘입어 4번째 지구 우승을 했다. 리그 챔피언십 시리즈에서는 오클랜드 어슬래틱스와 대전. 1승 2패로 맞이한 제4차전은 7회까지 1대 6으로 리드를 허용했지만 9회에 로베르토 알로마의 2점홈런으로 동점이 되고, 연장 11회 끝에 7대 6으로 승리를 거두었다. 이 승리에 흐름을 타 이 후에 2연승, 최종적으로 4승 2패로 첫 리그 우승을 완수했다. 또 첫 출전한 월드 시리즈에선 애틀랜타 브레이브스를 4승 2패로 꺾고 첫 월드 챔피언으로 빛났다. 덧붙여 애틀랜타에서 제2차전에서 해병대 컬러 가드가 캐나다 국기를 거꾸로 다는 사태가 발생한 것이 블루 제이스의 선수와 팬을 분발시켜 첫 월드 시리즈 제패를 촉구했다고 한다. 또 제3차전에서는 외야수 데본 화이트가 무사 1, 2루에서 데이비드 저스티스의 큰 타구를 펜스에 부딪치며 잡고 돌아서서 송구하는 엄청난 플레이를 보였다. 이 후 바로, 1루수 존 올러루드에게 송구, 뛰쳐나와 있던 1루 주자를 척살. 올러루드는 바로 3루수 켈리 그루버에게 송구하고 그루버는 2루 주자를 터치, 아웃시켰다. 이에 따라 트리플 플레이를 완성시킨 듯이 보였지만 심판이 보지 못했기 때문에 트리플 플레이는 되지 않았다.
시즌 종료 후, 월드 시리즈 제패의 중심 인물이 된 윈필드가 탈퇴. 대신 밀워키 브루어스에서 폴 몰리터, 어슬래틱스에서 데이브 스튜어트를 영입했다. 1993년에는 압도적인 강함을 보이며 2위인 뉴욕 양키스에 7게임 차로 앞서는 등 5번째 지구 우승을 했으며, 이 해에는 7명의 선수가 올스타에 선발돼 인기와 실력이 절정을 맞게 되었다. 리그 챔피언십 시리즈에서는 화이트삭스를 4승 2패로 꺾고 2번째 리그 우승. 월드 시리즈에서는 필라델피아 필리스와의 대전으로 블루 제이스가 4승 2패로 월드 시리즈 2연패를 달성했다. 이 시리즈는 여러 면에서 기억에 남는 것이 되었다. 제4차전에서는 두 선발이 함께 무너져 7회까지 9대 14 지고있던 경기를 8회 블루제이스가 6점을 따내 역전, 결국 15대 14로 블루 제이스가 승리했다. 양 팀 합산 점수인 29점은 월드 시리즈 최다 득점이다. 또 3승 2패로 블루 제이스의 목을 조른 제6차전에서는 6회까지 5대 1로 앞서 있었지만, 필리스가 7회 초에 3점 홈런 등으로 5점을 빼앗아 역전했지만. 9회에 필리스의 수호신 미치 윌리엄스가 마운드에 올라온 후 1 사 1, 2루에서 카터가 좌측담장을 넘기는 우승 결정 끝내기홈런을 날려 MLB역사에 남는 극적인 막을 내렸다.

### 1994년~2013년
1994년 파업 이후, 몸값이 높은 선수를 잇달아 방출한 결과, 성적과 관객동원이 침체하고 이때부터 10년 정도는 양키스, 보스턴의 2강에 이어 3위가 거의 제자리였다(1998년부터 2003년까지 6년 연속으로 지구 3위). 이 사이, 카를로스 델가도와 숀 그린이라는 젊은 선수가 대두되었고, 1996년에는 팻 헨트겐이 사이 영 상을 받고 이듬해 1997년에 레드삭스한테서 영입한 로저 클레멘스도 재적한 2년 연속으로 사이 영 상을 받았다. 그러나 이들도 팀의 성적과는 결합되지 않는 상황이 이어졌다.
2000년에 로저스 커뮤니케이션스가 구단을 매수. 2004년에는 67승 94패로 크게 밀려 최하위에 가라앉았다. 그래서 2005년 오프시즌에는 J.P. 리차르디 GM에 의한 일대 보강으로 A. J. 버넷과 트로이 글로스 등 투타의 거물을 차례로 영입했다. 보강된 선수나 그것에 자극된 기존 선수의 활약, 신인의 대두에 힘입어 다음 2006년에는 3지구제가 되고 처음으로 2위로 시즌을 마치며 1998년 이후 오랫동안 계속된 2강의 일각을 허물었다. 2007년은 새롭게 프랭크 토마스까지 더해져 플레이오프를 넘볼 위치에 다가갔지만 타격진의 부진, 부상자의 속출, 1위 레드삭스, 2위 양키스와 10게임 이상의 차이로 플레이오프 진출은 하지 못했다. 2008년도 초반은 레드삭스와 탬파베이에 의해 떨어져 최하위로 침체, 6월 20일 감독의 존 기븐스를 해임하고 1992년과 1993년 월드 시리즈 우승시의 감독인 시토 개스톤을 신 감독으로서 초빙했다. 86승 76패로 분발하였지만 지구 4위로 시즌을 마쳤다. 팀 방어율은 양 리그 톱이었다.
2009년에는 투수에 부상자가 속출했고 신인위주의 선발 로테이션을 강요했다. 초반은 호조로 40경기 소화 시점에서는 27승 13패로 지구 선두에 서 있었다. 그러나 직후 9연패를 당하면서 그 이후는 급격히 하락했고 2년 연속 지구 4위로 끝났다. 7월에는 에이스 로이 할러데이의 트레이드 교섭도 진행했다(결국 성립되지 않았다). 시즌 종료 직전 시토 개스톤 감독과 선수의 불화가 전해졌으며 10월 3일에는 대형 계약 실패를 거듭한 J. P. 리차르디 GM을 해임했다. 후임 GM으로는 알렉스 앤소폴로스가 취임했다.
2010년은 30구단 중 최다인 257홈런을 기록하고 2년 만에 85승 77패라는 성적을 남겼지만 지구 4위에 그쳤다. 그리고 이 시즌을 마지막으로 시토 개스톤 감독이 용퇴하고 후임에 전 레드삭스의 투수코치인 존 패럴이 취임했다. 그 후 존 패럴은 2011년에는 81승 81패로 지구 4위, 2012년에는 73승 89패라는 성적으로 역시 지구 4위를 하고 퇴임한다. 그 후 2013년부터의 감독으로는 존 기븐스감독이 취임 하였고, 2013년 8월 5일까지 50승 60패로 지구 5위를 달렸다. 덧붙여 2013년 7월 23일~7월 25일까지의 LA 다저스와의 홈 경기에서 스윕을 당함으로써 토론토 메이저 리그 역사상 LA 다저스에게 처음으로 스윕을 당한 시리즈가 돼버렸다.

### 2014년
2014년에는 시즌 중반까지 지구 1위를 하며 20년만의 포스트시즌 진출을 기대하게 했지만 페이스가 하락하며 최종적으로는 83승 79패로 지구 3위, 와일드카드 6위를 기록하며 아쉬움을 남긴다. 타선에서는 호세 바티스타와 에드윈 엔카나시온이 쌍포를 이루며 둘이 합쳐 69홈런 202개의 타점을 기록하며 중심을 이뤘고, 호세 레이예스도 1번타자로 나와서 빠른 발을 살리며 30개의 도루를 기록하며 94개의 득점을 기록했다. 하지만, 2루수에서는 팀의 주전으로 기대를 모았던 라이언 고인스가 기대에 미치지 못하고, 그 대신 경기에 나온 가와사키 무네노리도 좋은 성적을 거두지 못해 시즌 내내 블루제이스의 문제가 되었다. 시즌이 끝나갈 무렵에는 팀의 유망주 랭킹 3위에 기록되어 있는 달튼 폼페이가 선을 보이며 기대를 모았다. 투수진은 초반에 괴물같은 페이스를 보이며 선발진의 한축을 맡은 마크 벌리와 너클볼러인 R. A. 디키를 중심으로 드루 허치슨과 11승을 올리며 다음 시즌에 대해 기대를 걸게 해준 마커스 스트로맨을 중심으로 운영되었다.
8월 11일에는 디트로이트 타이거스와의 경기에서 6시간 37분간 19이닝을 경기하며 몇가지 기록을 세웠다. 우선 메이저 리그최초로 이틀 연속 19이닝 게임을 했다는 것이다. 이 경기가 있기 전날인 8월 10일에는 로스앤젤레스 에인절스가 홈에서 보스턴 레드삭스와 경기를 치렀는데 그 때에는 6시간 31분간 19이닝동안 경기를 하며 이 기록이 만들어졌다. 또, 6시간 37분간의 경기와 19이닝을 경기한 것은 블루제이스 역사상 가장 긴 경기시간이었다. 결국, 이 경기는 투수가 없던 디트로이트 타이거스가 팀에서 가장 많은 승수를 가지고 있던 릭 포셀로를 3일만에 다시 등판시키게 되고, 19회 말에 무사만루 상황에서 호세 바티스타에게 끝내기 안타를 맞으며 경기가 종료된다.
무엇보다 이번 시즌에 블루제이스에게 있어서 가장 슬픈 소식이라고 한다면 1998년에 데뷔하여 사이영상을 2번 수상하며 노히트 노런과 퍼펙트 게임을 달성한 팀의 최고 프랜차이즈 스타라고 할 수 있는 로이 할러데이가 부상으로 인해 선수생활을 더 이상 할 수 없을 것 같다고 하며 은퇴를 한다고 선언하여 1일 계약을 맺고 경기가 시작하기 전에 은퇴식을 거행했다.

## 역대 주요 선수
| - 일본 야마구치 슌 - 미국 게리 글러버 - 도미니카 공화국 호세 누녜스 - 미국 코리 라이들 - 미국 조조 레예스 - 미국 마이크 로마노 - 멕시코 에스테반 로아이자 - 도미니카 공화국 아킬리노 로페스 - 미국 브랜든 리그 - 캐나다 스콧 리치먼드 - 일본 마이클 나카무라 - 미국 브라이언 벌링턴 - 도미니카 공화국 루이스 안두하르 - 미국 케이시 얀센 - 미국 대런 올리버 - 중화민국 왕젠민 - 미국 테드 웨버 - 일본 이가라시 료타 - 미국 대나 이브랜드 - 미국 저스틴 저마노 - 미국 조시 존슨 - 베네수엘라 구스타보 차신 - 미국 크리스 카펜터 - 미국 조 케네디 - 미국 데이비드 콘 - 베네수엘라 다윈 쿠비얀 - 미국 스티브 델라바 (현재) - 미국 카일 드라벡 (현재) - 미국 R. A. 디키 (현재) - 미국 롭 라스무센 (현재) - 미국 토드 레드먼드 (현재) - 미국 아론 룹 (현재) - 미국 스캇 반스 (현재) - 미국 코리 번스 (현재) - 미국 마크 벌리 (현재) - 미국 브렛 세실 (현재) - 멕시코 마르코 에스트라다 (현재) - 미국 맷 웨스트 (현재) - 미국 채드 젠킨스 (현재) - 도미니카 공화국 프란시스코 코데로 (현재) - 미국 드루 허치슨 (현재) - 오스트레일리아 리암 헨드릭스 (현재) - 미국 로저 클레멘스 - 미국 마이크 플래너건 - 미국 로이 할러데이 - 미국 J. A. 햅 (현재) - 도미니카 공화국 에스밀 로저스 - 미국 J. P. 아렌시비아 - 베네수엘라 다이오너 나바로 (현재) - 대한민국 데릭 정 (현재) - 미국 조쉬 톨 (현재) - 캐나다 러셀 마틴 (현재) | - 미국 제이슨 닉스 - 캐나다 브렛 로우리 - 푸에르토리코 펠리페 로페스 - 미국 폴 몰리터 - 도미니카 공화국 틸슨 브리토 - 도미니카 공화국 토니 페르난데스 - 미국 세실 필더 - 푸에르토리코 로베르토 알로마 - 캐나다 코리 코스키 - 미국 톰 퀸런 - 미국 프랭크 토마스 - 미국 맷 헤이그 - 미국 에릭 힌스키 - 미국 에런 힐 - 일본 가와사키 무네노리 (현재) - 미국 라이언 고인스 (현재) - 미국 조쉬 도날드슨 (현재) - 미국 대니 발렌시아 (현재) - 미국 저스틴 스모크 (현재) - 도미니카 공화국 에드윈 엔카나시온 - 베네수엘라 메이서 이스투리스 (현재) - 미국 스티브 톨레슨 (현재) - 미국 앤서니 고즈 - 미국 숀 그린 - 미국 라제이 데이비스 - 미국 콜비 라스무스 - 미국 알렉스 리오스 - 미국 제이슨 워스 - 미국 버넌 웰스 - 미국 데이브 윈필드 - 도미니카 공화국 라울 몬데시 - 미국 샘 유잉 - 베네수엘라 멜키 카브레라 - 미국 에릭 테임즈 - 미국 리키 헨더슨 - 캐나다 마이클 샌더스 (현재) - 도미니카 공화국 모이세스 시에라 (현재) - 미국 케빈 필라 (현재) |

## 영구 결번
토론토 블루제이스에 영구 결번으로 등록되어 있는 선수는 전 구단에 영구 결번으로 처리된 재키 로빈슨의 번호인 42번과 로이 할러데이의 32번이 있다.
- #32 로이 할러데이 (Roy Halladay)
- #42 재키 로빈슨 (Jackie Robinson)
- #4306 톰 치크 (Tom Cheek)

## 명예의 전당
- 필 니크로 : 투수, 명예의 전당 헌액(헌액연도 : 1997년, 득표율 : 80.34%)
- 데이브 윈필드 : 외야수, 명예의 전당 헌액(2001년, 84.47%)
- 폴 몰리터 : 2루수, 3루수 명예의 전당 헌액(2004년, 85.2%)
- 로베르토 알로마 : 2루수, 명예의 전당 헌액(2011년, 90.0%), 영구 결번(12번)

## 팀 기록
| 통산 기록 타격부문 출장경기 : 1450경기, 토니 페르난데스 ( Tony Fernandez ) 타석 : 5470타석, 버넌 웰스 ( Vernon Wells ) 득점 : 889개, 카를로스 델가도 ( Carlos Delgado ) 타율(2000타석 이상) : .307, 로베르토 알로마 ( Roberto Alomar ) 안타 : 1583개, 토니 페르난데스 ( Tony Fernandez ) 홈런 : 336개, 카를로스 델가도 ( Carlos Delgado ) 타점 : 1058개, 카를로스 델가도 ( Carlos Delgado ) 도루 : 255개, 로이드 모스비 ( Lloyd Moseby ) 출루율(2000타석 이상) : .395, 존 올러루드 ( John Olerud ) OPS(2000타석 이상): .949, 카를로스 델가도 ( Carlos Delgado ) 투수부문 통산경기 : 452경기, 듀웨인 워드 ( Duane Ward ) 투구이닝 : 2873이닝, 데이브 스티브 ( Dave Stieb ) 방어율(1000이닝 이상) : 3.42, 지미 키 ( Jimmy Key ) 승리 : 175승, 데이브 스티브 ( Dave Stieb ) 탈삼진 : 1658개, 데이브 스티브 ( Dave Stieb ) 세이브 : 217개, 톰 헨크 ( Tom Henke ) ※ 2010 시즌 종료 기준. | 시즌 기록 타자부문 안타 : 215개, 버넌 웰스 ( Vernon Wells ) 2003년 득점 : 134개, 숀 그린 ( Shawn Green ) 1999년 타율 : .363, 존 올러루드 ( John Olerud ) 1993년 홈런 : 54개, 호세 바티스타 ( Jose Bautista ) 2010년 타점 : 137개, 카를로스 델가도 ( Carlos Delgado ) 2000년 도루 : 60개, 데이브 콜린스 ( Dave Collins ) 1984년 출루율 : .473, 존 올러루드 ( John Olerud ) 1993년 OPS : 1.134, 카를로스 델가도 ( Carlos Delgado ) 2000년 투수부문 투구이닝 : 288.1이닝, 데이브 스티브 ( Dave Stieb ) 1982년 방어율 : 2.05 로저 클레멘스 ( Roger Clemens ) 1997년 승리 : 22승, 로이 할러데이 ( Roy Halladay ) 2003년 탈삼진 : 292개 로저 클레멘스 ( Roger Clemens ) 1997년 세이브 : 45개 듀웨인 워드 ( Duane Ward ) 1993년 ※ 2010시즌 종료 기준. |

## 같이 보기
- 토론토
- 로저스 센터
- 로저스 커뮤니케이션스
- 2018년 토론토 블루제이스 시즌
- 2020년 토론토 블루제이스 시즌

## 참조
1. ↑  https://www.nytimes.com/2020/07/18/sports/baseball/coronavirus-blue-jays-season.html
2. ↑  https://m.sports.naver.com/news.nhn?oid=015&aid=0004387069
3. ↑  https://www.espn.com/mlb/story/_/id/31393450/toronto-blue-jays-again-make-temporary-home-buffalo-report-says
4. ↑  https://ballparkdigest.com/2021/02/18/blue-jays-to-begin-2021-mlb-season-in-dunedins-td-ballpark
5. ↑  최준용 객원기자 (2019년 12월 23일). “배지현, 출산 앞두고 남편과 토론토行…'최적의 환경 조건'”. 뉴스컬처. 2021년 4월 13일에 원본 문서에서 보존된 문서. 2021년 4월 13일에 확인함.
6. ↑  https://m.sports.naver.com/news.nhn?oid=015&aid=0004387069
7. ↑  Horrobin, Jordan. “Toronto Blue Jays Using TD Ballpark In Dunedin To Open 2021 Season” (영어). 2021년 5월 6일에 확인함.
8. ↑  “토론토, 6월부터 버팔로로 연고지 이전 [오피셜]”. 2021년 5월 6일에 확인함.
9. ↑  김성범 (2020년 5월 16일). “美팬그래프, 故 최동원 조명 “토론토와 계약했던 투수””. MK스포츠. 2022년 1월 18일에 확인함.
10. ↑  장윤영 (1989년 10월 19일). “「황금어깨」朴(박)동희(高大(고대))"3億(억)달라"”. 경향신문. 2022년 1월 18일에 확인함.
11. ↑  http://www.metroseoul.co.kr/news/newsview?newscd=2014081100204
12. ↑  http://star.mt.co.kr/view/stview.php?no=2013121008113060373&type=1&outlink=1